# Хаус Е
Хаус Е (на немски: Haus E) е изложбен проект, осъществен в Лудвигсхафен, Германия през лятото на 2002 г.
За участие в него са поканени 10 художници, между които Свилен Стефанов и живеещият по онова време в България американски художник Дейвид Д'Агостино.
Проектът се провежда под патронажа на министър-председателя на провинция Рейнланд-Пфалц Курт Бек в градската болница в Лудвигсхафен. За целта сградата с обозначението „Е“ за няколко месеца е предоставена на художниците. Кураторската идея е те да осмислят следите, с които историята на сградата (бивша клиника по гинекология и УНГ-клиника) е белязана, и да реагират на специфичната и атмосфера. Така създадените творби включват широк спектър нео-концептуални техники: инсталации, видео, живопис, хепънинг и др. Те са показани на публиката в рамките на изложба, видяна от над 1000 посетители от 1 август до 15 септември 2002 г.

## Участници
- Урс Брайтенщайн
- Ерик Карстенсен и Михаел Фолкмер
- Дейвид Д' Агостино
- Мадлен Дитц
- Маргрет Айхер
- Харалд Йегодзински
- Кацуо Катазе
- Марко Леханка
- Свилен Стефанов